# Taguatinga, Districtul Federal
Taguatinga este o regiune administrativă a Districtului Federal din Brazilia.

## Personalități născute aici
- Endrick Felipe Moreira de Sousa (cunoscut ca Endrick, n. 2006), fotbalist.